# Liste der Monuments historiques in Lancieux
Die Liste der Monuments historiques in Lancieux führt die Monuments historiques in der französischen Gemeinde Lancieux auf.

## Liste der Bauwerke
| Bezeichnung                                | Beschreibung                  | Standort                    | Kennzeichnung | Schutzstatus | Datum | Bild           |
| ------------------------------------------ | ----------------------------- | --------------------------- | ------------- | ------------ | ----- | -------------- |
| Windmühle                                  | Erbaut im 17./18. Jahrhundert | (Lage)                      | PA00089237    | Inscrit      | 1975  | weitere Bilder |
| Glockenturm der ehemaligen Kirche St-Cieux | Erbaut 1769                   | Rue du Vieux Clocher (Lage) | PA00089236    | Inscrit      | 1925  | weitere Bilder |

## Liste der Objekte

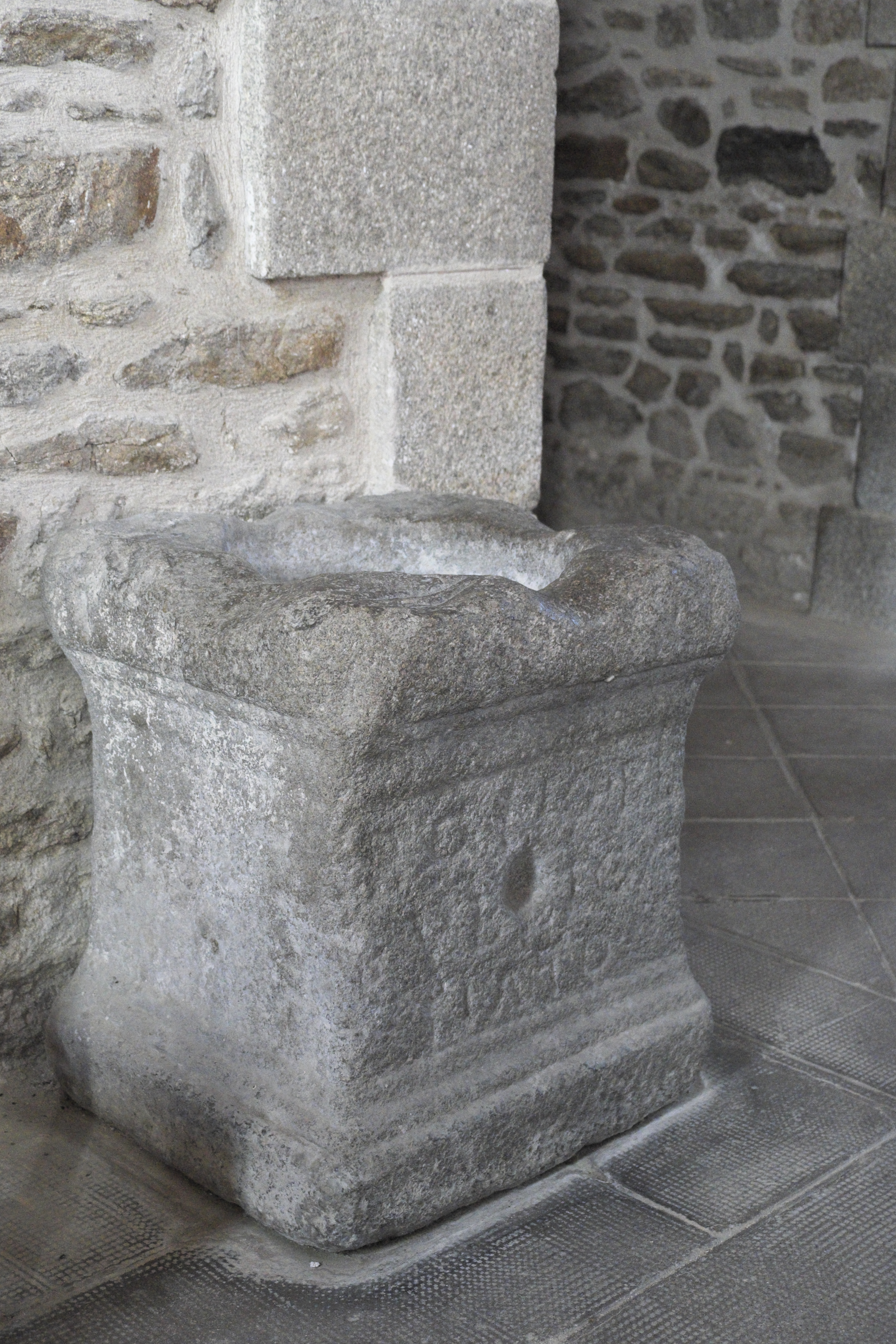
Römischer Meilenstein, heute in der Kirche St-Cieux

- Monuments historiques (Objekte) in Lancieux in der Base Palissy des französischen Kultusministeriums

Siehe auch: Miliarium (Lancieux)